# Корейский архипелаг
Корейский архипелаг — общее название около 3,5 тыс. островов и скал в Жёлтом море, Корейском проливе и проливе Чеджу у южных и юго-западных берегов Корейского полуострова.

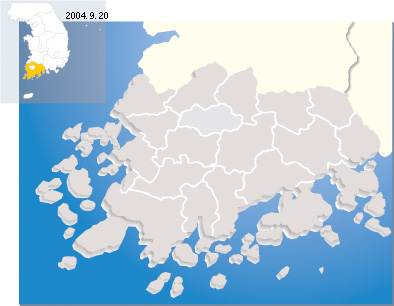
Архипелаг на карте

Принадлежит Республике Корея. Крупнейшие острова архипелага — Коджедо, Намхэдо, Чиндо. Берега островов архипелага изрезаны многочисленными бухтами. В рельефе островов преобладают холмы и низкогорья, поросшие вечнозелеными субтропическими лесами и кустарниками. Прибрежные воды богаты биоресурсами. Развито рыболовство и промысел моллюсков.